# Chances (álbum)
Chances é o primeiro álbum do grupo Sylver.

## Faixas
1. "Turn the Tide"
2. "Skin"
3. "Forgiven"
4. "Forever in Love"
5. "In Your Eyes"
6. "Mystery of Tomorrow"
7. "The Smile Has Left Your Eyes"
8. "The Edge of Life"
9. "Angel on My Shoulder"
10. "Secrets"

## Posições nas paradas
| Parada (2001)         | Maior posição |
| --------------------- | ------------- |
| Germany Albums Charts | 16            |
| Belgian Albums Chart  | 2             |
| Austrian Albums Chart | 38            |